# I 27 giorni del pianeta Sigma
I 27 giorni del pianeta Sigma (The 27th Day) è un film di fantascienza statunitense del 1957 diretto da William Asher.

## Trama

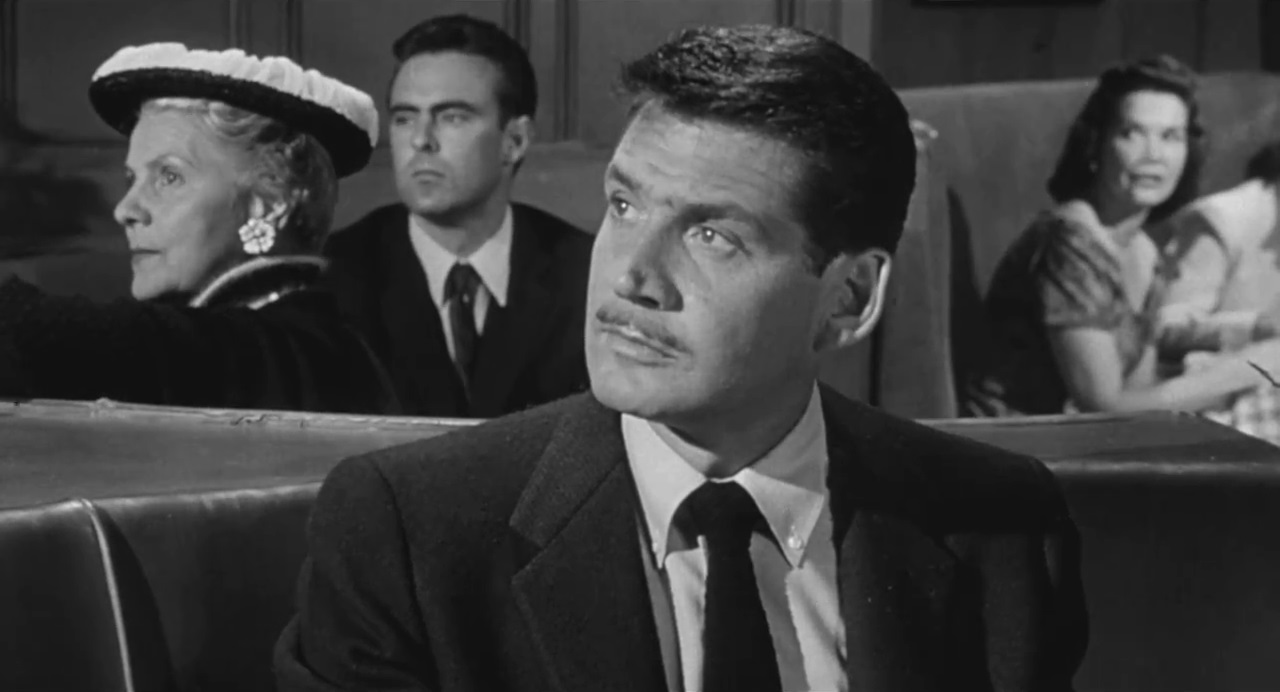
Clark mentre ascolta la trasmissione televisiva dello Straniero

Cinque persone (la signora inglese Evelyn Wingate, il giornalista americano Jonathan Clark, la contadina cinese Su Tan, il fisico tedesco Klaus Bechner e il soldato sovietico Ivan Godofsky) vengono rapite da un alieno e portate su un'astronave. Là incontrano un alieno, che si fa chiamare lo Straniero, che dice di essere il rappresentante di un pianeta chiamato Sigma, che ruota attorno ad una stella prossima a trasformarsi in una supernova. Dovendo trovare un nuovo mondo dove stabilirsi, ma nello stesso tempo obbligati dal loro codice morale a non sopprimere nessuna forma di vita intelligente, lo Straniero fornisce a ognuno dei cinque un astuccio, dove ci sono tre capsule: ognuna ha la capacità di eliminare tutte le persone nel raggio di 2.500 Km, con la speranza che l'umanità userà tutte le capsule, lasciando la Terra vuota per la colonizzazione aliena.
Ritornati sulla terra, Eve getta immediatamente il suo astuccio in mare e si precipita immediatamente a prenotare un volo per Los Angeles, mentre Su Tan si suicida davanti ad una statua del Buddha e le sue capsule si distruggono da sole. Gli altri, invece, continuano le loro attività quotidiane come se nulla fosse successo fino al giorno successivo, quando lo Straniero, interrompendo tutte le trasmissioni televisive e radiofoniche del mondo, rivelando l'esistenza delle capsule e il loro potere e i nominativi delle cinque persone che le posseggono. Il dottor Bechner, in viaggio negli Stati Uniti, ascolta la trasmissione e, confuso sul da farsi, viene travolto da una auto mentre attraversa la strada; viene portato in gravi condizioni all'ospedale. Il soldato Godofsky viene fermato e messo agli arresti dai suoi superiori.
Arrivata all'aeroporto di Los Angeles, Eve viene fermata dal giornalista J Clark, che subito dopo la trasmissione aliena, si è nascosto. Insieme cercano riparo in un centro ippico chiuso per la stagione. Godofsky viene interrogato dal suo generale superiore, il quale, però, insoddisfatto delle risposte, decide di sottoporlo a ulteriori interrogatori con torture incluse.
Nei giorni immediatamente successivi il panico cresce nell'opinione pubblica; il soldato Godofsky viene ripetutamente pestato ed è in stato confusionale, mentre il dottor Bechner, ancora in ospedale in convalescenza, rifiuta di rivelare qualsiasi informazione sui piani dello Straniero. Dopo che due agenti stranieri hanno tentato, fortunatamente senza successo, di assassinare il dottor Bechner e che in una piccola città è stata linciata una persona che assomigliava a Clark, Eve e Clark si consegnano alle autorità e sono presi in consegna da personale dell'esercito americano. Nel frattempo, usando il siero della verità su Godofsky, i sovietici scoprono come aprire gli astucci e come usare le capsule. L'annuncio sovietico genera un generale stato di ansia in tutto il mondo e spinge Eve e Clark a collaborare con le autorità americane e a fornire le informazioni in loro possesso: dopo la perentoria richiesta sovietica agli americani di ritirare tutte le loro truppe dislocate fuori dal continente americano in soli due giorni, il governo si decide di testare una delle capsule di Bechner per verificare la minaccia sovietica e un volontario, il professor Neuhaus, viene abbandonato su una imbarcazione solitaria in mezzo all'oceano con alcuni animali; il professor Bechner apre una delle capsule, recita ad alta voce le coordinate in cui si trova l'imbarcazione ed immediatamente il professor Neuhaus viene immediatamente vaporizzato, mentre gli animali rimangono vivi. In seguito a questo, gli Stati Uniti iniziano il ritiro da ogni paese fuori dal continente.
A bordo di una corazzata americana Bechner, Clark ed Eve discutono su cosa fare, anche perché convinti che i sovietici useranno le capsule all'ultimo minuto, così da evitare ogni ritorsione americana. Deciso a trovare un'altra soluzione, il professor Bechner studia con attenzione le singole capsule e scopre che vi sono incise alcune strane formule matematiche.

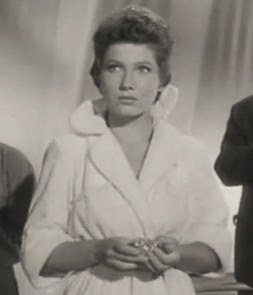
Eve (Valerie French) nel trailer del film

Nel momento in cui il generale sovietico sta per usare la capsule, Godofsky, presente nella stanza per ogni evenienza, riesce a liberarsi, a colpire il generale e a far cadere le capsule di sotto, sulla strada. Esattamente nello stesso istante Bechner aziona le sue due rimanenti capsule e quelle di Clark; ha decrittato il codice e ha scoperto che le capsule possono essere riprogrammate.
Bechner ha scoperto che le capsule possono selezionare le vittime in funzione del loro animo e della loro spiritualità. Grazie a questo muoiono soltanto dittatori comunisti (film molto propagandistico in anni di guerra fredda) ed il mondo è libero da queste ideologie. Il film termina con gli alieni che accettano l'invito di trasferirsi sulla Terra.

## Distribuzione
Il film fu distribuito in Italia nel novembre 1958.

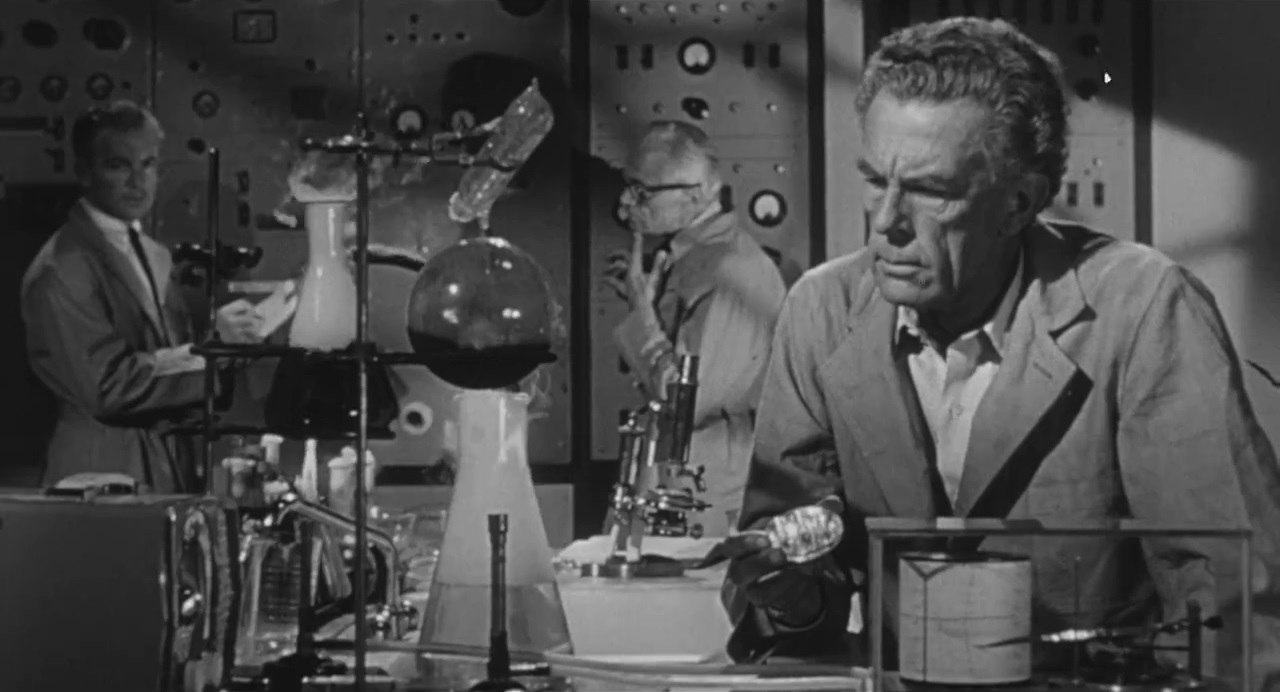
Il dottor Neuhaus (Friedrich von Ledebur) nel trailer del film